# Campionati del mondo di atletica leggera 1983 - Salto in lungo maschile
La gara del salto in lungo maschile dei Campionati del mondo di atletica leggera 1983 si è svolta il 10 agosto.

## Podio
| Pos.    | Atleta       | Nazionalità | Prestazione | Note |
| ------- | ------------ | ----------- | ----------- | ---- |
| Oro     | Carl Lewis   | Stati Uniti | 8,55 m      |      |
| Argento | Jason Grimes | Stati Uniti | 8,29 m      |      |
| Bronzo  | Mike Conley  | Stati Uniti | 8,12 m      |      |

## Situazione pre-gara

### Record
Prima di questa competizione, il record del mondo (RM) e il record dei campionati (RC) erano i seguenti.
| Record                | Prestazione  | Atleta                 | Data                                       | Competizione |
| --------------------- | ------------ | ---------------------- | ------------------------------------------ | ------------ |
| Record mondiale       | 8,90 m       | Bob Beamon Stati Uniti | 18 ottobre 1968 Città del Messico, Messico |              |
| Record dei campionati | Nuovo evento | Nuovo evento           | Nuovo evento                               | Nuovo evento |

### Campioni in carica
I campioni in carica a livello mondiale e olimpico erano:
| Campione | Atleta                       | Prestazione  | Data                                   | Competizione         |
| -------- | ---------------------------- | ------------ | -------------------------------------- | -------------------- |
| Olimpico | Lutz Dombrowski Germania Est | 8,54 m       | 1º agosto 1980 Mosca, Unione Sovietica | Giochi olimpici 1980 |
| Mondiale | Nuovo evento                 | Nuovo evento | Nuovo evento                           | Nuovo evento         |

### La stagione
Prima di questa gara, gli atleti con le migliori tre prestazioni dell'anno erano:
| Pos. | Atleta                        | Prestazione | Data                                        |
| ---- | ----------------------------- | ----------- | ------------------------------------------- |
| 1    | Carl Lewis Stati Uniti        | 8,79 m      | 19 giugno 1983 Indianapolis, Stati Uniti    |
| 2    | Jason Grimes Stati Uniti      | 8,39 m      | 19 giugno 1983 Indianapolis, Stati Uniti    |
| 3    | Sergey Rodin Unione Sovietica | 8,33 m      | 27 luglio 1983 Leningrado, Unione Sovietica |

## Risultati

### Qualificazioni
Gli atleti che raggiungono i 7,90 m (Q) o le migliori 12 misure (q) avanzavano alla finale.
| Pos. | Gruppo | Atleta                     | Nazione           | Salti | Salti | Salti | Misura | Note |
| Pos. | Gruppo | Atleta                     | Nazione           | 1°    | 2°    | 3°    | Misura | Note |
| ---- | ------ | -------------------------- | ----------------- | ----- | ----- | ----- | ------ | ---- |
| 1    | B      | Carl Lewis                 | Stati Uniti       | 8,37  | —     | —     | 8,37 m | Q    |
| 2    | A      | Jason Grimes               | Stati Uniti       | 8,29  | —     | —     | 8,29 m | Q    |
| 3    | A      | Gary Honey                 | Australia         | n     | 8,12  | —     | 8,12 m | Q    |
| 4    | B      | Yusuf Alli                 | Nigeria           | 8,11  | —     | —     | 8,11 m | Q    |
| 5    | A      | Antonio Corgos             | Spagna            | 7,32  | n     | 8,05  | 8,05 m | Q    |
| 6    | A      | Oganes Stepanyan           | Unione Sovietica  | 7,82  | 7,88  | 8,01  | 8,01 m | Q    |
| 7    | B      | László Szalma              | Ungheria          | 7,97  | —     | —     | 7,97 m | Q    |
| 8    | A      | Atanas Atanasov            | Bulgaria          | 7,96  | —     | —     | 7,96 m | Q    |
| 9    | B      | Gheorghe Cojocaru          | Romania           | 7,92  | —     | —     | 7,92 m | Q    |
| 10   | A      | Mike Conley                | Stati Uniti       | 7,88  | 7,89  | 7,90  | 7,90 m | Q    |
| 11   | B      | Jan Leitner                | Cecoslovacchia    | 7,90  | —     | —     | 7,90 m | Q    |
| 12   | A      | Nenad Stekić               | Jugoslavia        | 7,88  | 7,88  | 7,64  | 7,88 m | q    |
| 13   | A      | Lee Mu-tsai                | Taipei cinese     | 7,44  | 7,51  | 7,88  | 7,88 m | q    |
| 14   | B      | Sergey Rodin               | Unione Sovietica  | 6,95  | n     | 7,87  | 7,87 m |      |
| 15   | A      | Lester Benjamin            | Antigua e Barbuda | 7,81  | 7,78  | 7,41  | 7,81 m |      |
| 16   | B      | Liu Yuhuang                | Cina              | n     | n     | 7,77  | 7,77 m |      |
| 17   | A      | Stephen Walsh              | Nuova Zelanda     | n     | X     | 7,75  | 7,75 m |      |
| 18   | A      | Gyula Pálóczi              | Ungheria          | 7,42  | 7,70  | 7,40  | 7,70 m |      |
| 19   | A      | Giovanni Evangelisti       | Italia            | n     | 7,70  | n     | 7,70 m |      |
| 20   | B      | Joey Wells                 | Bahamas           | 6,44  | 7,69  | n     | 7,69 m |      |
| 21   | B      | René Gloor                 | Svizzera          | n     | 7,68  | n     | 7,68 m |      |
| 22   | B      | Jarmo Karna                | Finlandia         | 7,56  | 7,54  | n     | 7,56 m |      |
| 23   | B      | Marco Piochi               | Italia            | 7,29  | 7,42  | 7,52  | 7,52 m |      |
| 24   | B      | Björn Johansson            | Svezia            | 5,78  | 7,51  | 6,96  | 7,51 m |      |
| 25   | B      | Wilfredo Almonte           | Rep. Dominicana   | 7,38  | n     | 7,21  | 7,38 m |      |
| 26   | A      | Chan Ka-chiu               | Hong Kong         | n     | n     | 7,31  | 7,31 m |      |
| 27   | A      | Bilanday Bodjona           | Togo              | 7,15  | 6,91  | 6,82  | 7,15 m |      |
| 28   | B      | Laoui Adnan Abou           | Giordania         | n     | 7,06  | 7,12  | 7,12 m |      |
| 29   | B      | Mohamed Abdulla Abdelaslam | Libia             | n     | 6,76  | 6,54  | 6,76 m |      |
| 30   | B      | Said Al-Marhubi            | Oman              | n     | 6,20  | 5,80  | 6,20 m |      |
|      | B      | Atanas Chochev             | Bulgaria          | n     | n     | n     | nm     |      |
|      | A      | Steve Hanna                | Bahamas           |       |       |       | dns    |      |
|      | A      | Ian James                  | Canada            |       |       |       | dns    |      |
|      | A      | Vlastimil Mařinec          | Cecoslovacchia    |       |       |       | dns    |      |

### Finale
| Pos.    | Atleta            | Nazione          | Salti | Salti | Salti | Salti           | Salti           | Salti           | Misura | Note |
| Pos.    | Atleta            | Nazione          | 1°    | 2°    | 3°    | 4°              | 5°              | 6°              | Misura | Note |
| ------- | ----------------- | ---------------- | ----- | ----- | ----- | --------------- | --------------- | --------------- | ------ | ---- |
| Oro     | Carl Lewis        | Stati Uniti      | 8,55  | —     | 8,42  | —               | —               | —               | 8,55 m |      |
| Argento | Jason Grimes      | Stati Uniti      | 8,29  | n     | 8,23  | 8,29            | n               | 8,17            | 8,29 m |      |
| Bronzo  | Mike Conley       | Stati Uniti      | n     | 8,06  | n     | 8,12            | 8,12            | n               | 8,12 m |      |
| 4       | László Szalma     | Ungheria         | n     | 7,93  | n     | 8,09            | 8,08            | 8,12            | 8,12 m |      |
| 5       | Nenad Stekić      | Jugoslavia       | 7,80  | 5,54  | 7,94  | 5,99            | 7,76            | 8,09            | 8,09 m |      |
| 6       | Gary Honey        | Australia        | 7,86  | 7,93  | 8,06  | n               | 7,94            | 7,96            | 8,06 m |      |
| 7       | Antonio Corgos    | Spagna           | 7,94  | 7,79  | 7,92  | 7,91            | 8,06            | n               | 8,06 m |      |
| 8       | Yusuf Alli        | Nigeria          | 7,89  | n     | 7,89  | 7,85            | 7,89            | 7,74            | 7,89 m |      |
| 9       | Gheorghe Cojocaru | Romania          | 7,81  | 7,88  | 7,70  | Non qualificati | Non qualificati | Non qualificati | 7,88 m |      |
| 10      | Jan Leitner       | Cecoslovacchia   | 7,64  | 7,84  | 7,80  | Non qualificati | Non qualificati | Non qualificati | 7,84 m |      |
| 11      | Oganes Stepanyan  | Unione Sovietica | 7,74  | n     | 7,59  | Non qualificati | Non qualificati | Non qualificati | 7,74 m |      |
| 12      | Atanas Atanasov   | Bulgaria         | 7,52  | 7,69  | 7,54  | Non qualificati | Non qualificati | Non qualificati | 7,69 m |      |
| 13      | Lee Mu-Tsai       | Taipei cinese    | 7,57  | 6,89  | 7,09  | Non qualificati | Non qualificati | Non qualificati | 7,57 m |      |